# Shepheling-Kloster
| Tibetische Bezeichnung                        |
| --------------------------------------------- |
| Tibetische Schrift: བཤད་འཕེལ་གླིང་དགོན            |
| Wylie-Transliteration: bshad 'phel gling dgon |
| Chinesische Bezeichnung                       |
| Vereinfacht: 香柏林寺                         |
| Pinyin:Xiangbolin si                          |

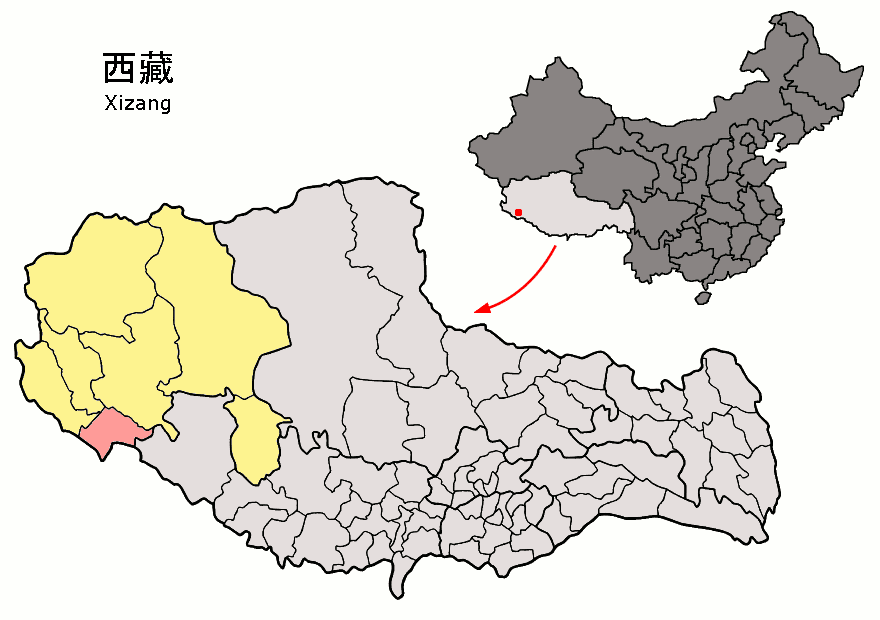
Lage des Kreises Burang (rot) in Ngari (gelb)

Die Ruinenstätte des Shepheling-Klosters (tib.:  bshad phel gling dgon) liegt im Kreis Burang (Purang) im Regierungsbezirk Ngari im Autonomen Gebiet Tibet der Volksrepublik China. Die Festungsanlage (Dzong; tib. rDzong) geht auf das 12. Jahrhundert zurück. Es war der administrative Sitz der Herrscher (dpon po) von Purang und wurde später das wichtigste Gelugpa-Kloster in Purang. Es handelt sich um eine Dzong-Anlage, d. h. eine meist auf einem Hügel gelegene Festung, weshalb die Stätte auch Shepheling Dzong genannt wird. Auch ein Sakyapa-Kloster ist Teil der Stätte. Die Anlage wurde während der Kulturrevolution größtenteils zerstört.
Das Stätte des Shepeling-Klosters steht seit 2009 auf der Liste der Denkmäler des Autonomen Gebiets Tibet (Photo (Memento vom 25. Januar 2013 im Webarchiv archive.today)).

### Nachschlagewerke
- Gyurme Dorje: Tibet Handbook. 1999